# Symplocos pseudobarberina
Symplocos pseudobarberina är en tvåhjärtbladig växtart som beskrevs av Nikolai Fedorovich Gontscharow. Symplocos pseudobarberina ingår i släktet Symplocos och familjen Symplocaceae. Inga underarter finns listade i Catalogue of Life.